# Helmut Hermann
Helmut Hermann (* 16. Dezember 1966 in Karlsruhe) ist ein ehemaliger deutscher Fußballspieler. Er bestritt von 1987 bis 1992 für den Karlsruher SC 129 Pflichtspiele in der Fußball-Bundesliga und erzielte dabei 25 Tore.

## Laufbahn
In der Jugend des Traditionsvereins Karlsruher FV begann die Karriere des Offensivspielers Helmut „Helle“ Hermann. Im Sommer 1982 schloss er sich der Jugendabteilung des Karlsruher SC an. Durch seine herausragende Schnelligkeit, Balltechnik und Dribbelfähigkeit führte ihn sein Weg über die Badische Verbandsauswahl in den Kader der DFB-Jugend die 1984 unter Trainer Berti Vogts den Titel bei der U 16-Europameisterschaft erringen konnte. Da er sich bereits im letzten A-Jugendjahr am rechten Knie einer schweren Operation unterziehen musste, konnte er erst nach langem Aussetzen und harter Aufbauarbeit in der Amateurmannschaft unter Trainer Rainer Ulrich in der Verbandsliga Nordbaden seine Karriere fortsetzen. Trainer Lothar Buchmann setzte den talentierten Nachwuchsspieler erstmals am 20. November 1985 beim Auswärtsspiel gegen den FC Homburg in der 2. Fußball-Bundesliga ein. „Helle“ Hermann wurde in der 85. Minute im Homburger Waldstadion für den Angreifer Jürgen Schmidt eingewechselt.
Zur Runde 1986/87 übernahm Winfried Schäfer das Traineramt bei der Elf im Wildparkstadion. Hermann, er war immer noch Amateurspieler, wurde in elf Spielen eingesetzt und erzielte dabei vier Tore. Der KSC schaffte mit dem Erreichen der Vizemeisterschaft die Rückkehr in die Fußball-Bundesliga. Neben den Stammspielern Arno Glesius, Milorad Pilipovic und Rainer Schütterle setzte man in Karlsruhe in der Offensive zukünftig auf das Talent aus den eigenen Reihen. Der Flügelflitzer debütierte am Starttag der Saison 1987/88, am 1. August 1987, beim Heimspiel gegen den 1. FC Köln in der Fußball-Bundesliga. Der KSC erreichte zum Rundenstart ein 1:1-Remis gegen die mit Könnern wie Bodo Illgner, Paul Steiner, Morten Olsen, Jürgen Kohler, Thomas Häßler und Flemming Povlsen gespickte „Geißbock“-Elf. Hermann und Glesius bildeten die KSC-Spitzen, Michael Harforth versuchte mit langen Pässen die zwei Angreifer auf die Reise zu schicken. Sein erstes Tor in der Bundesliga gelang „Helle“ Hermann beim zweiten Heimspiel, den 15. August, beim 4:1-Sieg gegen den FC Schalke 04. In der 90. Minute traf er zum 4:1-Endstand in das von Toni Schumacher gehütete Tor der Königsblauen. Insgesamt kam Hermann in seiner Debütsaison auf 28 Einsätze und 8 Tore und war damit erfolgreichster Angreifer der Badener, die sich – entgegen den Prognosen vieler Experten – mit Platz 15 im Endklassement im Fußball-Oberhaus behaupten konnten. Mit dem jüngsten Kader der Liga traten die Karlsruher zur Bundesligasaison 1988/89 an. Anfangs erneut als Abstiegskandidat gehandelt, überraschte die Schäfer-Elf mit mutigem Offensivfußball und hielt sich die ganze Vorrunde über im oberen Mittelfeld der Tabelle. Bezüglich der Torausbeute blieb der erneut in 28 Ligaspielen eingesetzte Hermann mit nur drei Toren nicht nur hinter seiner eigenen Quote des Vorjahres zurück, sondern auch hinter den in dieser Spielzeit maßgeblichen Akteuren Spies (10), Trapp (7), Simmes (6) und Harforth (5). Saisonhöhepunkt für Hermann und seine Mitstreiter war das Achtelfinalspiel im DFB-Pokal, als den Badenern ein überraschender 4:3-Erfolg beim Bundesliga-Tabellenführer Bayern München gelang. Hermann schoss den KSC im Olympiastadion nach nur acht Minuten in Führung und legte nach dem zwischenzeitlichen Ausgleich der Bayern mit dem erneuten Führungstreffer nach, Joker Heisig und Libero Bogdan machten die Sensation schließlich perfekt.
Das dritte Bundesligajahr in Folge, 1989/90, verlief für die Karlsruher schlechter, als es der 10. Platz am Saisonende vermuten lässt. Obwohl mit dem aus Stuttgart zurückgekehrten Rainer Schütterle, dem KSC-Nachwuchstalent Michael Sternkopf sowie Eberhard Carl von 1. FC Pforzheim weitere Offensivkräfte zum Kader gestoßen waren, steckte im Angriff der Wurm. Mit nur jeweils sechs Treffern waren Hermann und Schütterle noch die erfolgreichsten Torschützen. Garant für den erneuten Klassenerhalt war in diesem Jahr vielmehr die stabile Defensive – angeführt von Deckungschef und Kopfballspezialist Srećko Bogdan – vor Torhüter Alexander Famulla, die nur 39 Mal bezwungen wurde. Auch in der Saison 1990/91 platzierte sich der KSC ausschließlich in der unteren Tabellenhälfte. Sturmtalent Sternkopf wurde vor Saisonbeginn von Bayern München verpflichtet, mit Oliver Kahn und Mehmet Scholl rückten allerdings zwei weitere Spieler aus der eigenen Jugend in den Profikader nach, die sich schon bald in die Stammelf von Winfried Schäfer spielten. Während sein Stürmerkollege Rainer Schütterle mit elf Saisontoren aufwartete, erzielte Helmut Hermann wie im Vorjahr sechs Treffer. Schäfer setzte auch im fünften Jahr nach dem Aufstieg auf die Dienste von Helmut Hermann. Die Saison begann für ihn vielversprechend: Schon in der dritten Minute des ersten Spiels gegen Borussia Dortmund trug er sich in die Torschützenliste ein. Doch das fünfte Profijahr war für „Helle“ Hermann zugleich das letzte, denn eine weitere Knieverletzung – diesmal am linken Knie – (nach einem Zweikampf mit Michael Rummenigge in Dortmund) bedeutete für den erst 25-Jährigen das Karriereende im bezahlten Fußball. Seinen letzten Einsatz in der Bundesliga hatte Hermann am 20. Spieltag der Runde 1991/92, als er beim Auswärtsspiel in Dortmund bereits nach 13 Spielminuten ausgewechselt werden musste.
Hermann betreibt seit dem Jahr 2000 eine Fußballschule im vorderpfälzischen Ort Berg unweit von Karlsruhe.